# Sinister Grift
Sinister Grift è l'ottavo album in studio del musicista americano Panda Bear. È stato pubblicato il 28 febbraio 2025 tramite Domino Recording Company. Presenta il contributo del compagno di band degli Animal Collective Deakin e della band canadese Cindy Lee.

## Contesto e registrazione
Sinister Grift è stato registrato presso l'Estudio Campo di Noah Lennox a Lisbona, Portogallo. Ha co-prodotto l'album con il compagno di band degli Animal Collective Josh Dibb, noto anche come Deakin. Dibb ha descritto il lavoro sull'album come un "sacro e caloroso ritorno" tra i due, combinando "30 anni" di scrittura di canzoni insieme come parte della band e un "nuovo capitolo" per Lennox.

## Tracce
1. Praise – 3:31
2. Anywhere but Here – 4:39 (Noah Lennox, Nadja Lennox)
3. 50mg – 4:34
4. Ends Meet – 3:21
5. Just as Well – 3:33
6. Ferry Lady – 4:42
7. Venom's In – 4:52
8. Left in the Cold – 4:37
9. Elegy for Noah Lou – 6:15
10. Defense (featuring Cindy Lee) – 4:35